# Jucancistrocerus inusiatus
Jucancistrocerus inusiatus är en stekelart som beskrevs av Gusenleitner 1999. Jucancistrocerus inusiatus ingår i släktet Jucancistrocerus och familjen Eumenidae. Inga underarter finns listade i Catalogue of Life.